# Longpont
Pour les articles homonymes, voir Longpont-sur-Orge.
Longpont est une commune française située dans le département de l'Aisne, en région Hauts-de-France. Elle se distingue par son abbaye cistercienne en partie détruite.

## Géographie

### Quartiers, hameaux, lieux-dits et écarts
- La ferme des Granges, au nord-est du village.
- Le hameau de la Grille.
- Le hameau de Chavigny.
- Le hameau de Beaurepaire, au nord-est du village.

### Hydrographie
La commune est située dans le bassin Seine-Normandie. Elle est drainée par la Savières, le cours d'eau 01 de la commune de Longpont, le fossé 01 du Bois du Mausolée, divers bras 01 de la commune de Longpont et divers bras de la Savières,,.
La Savières, d'une longueur de 18 km, prend sa source dans la commune de Parcy-et-Tigny et se jette  dans l'Ourcq à Troësnes, après avoir traversé 13 communes.

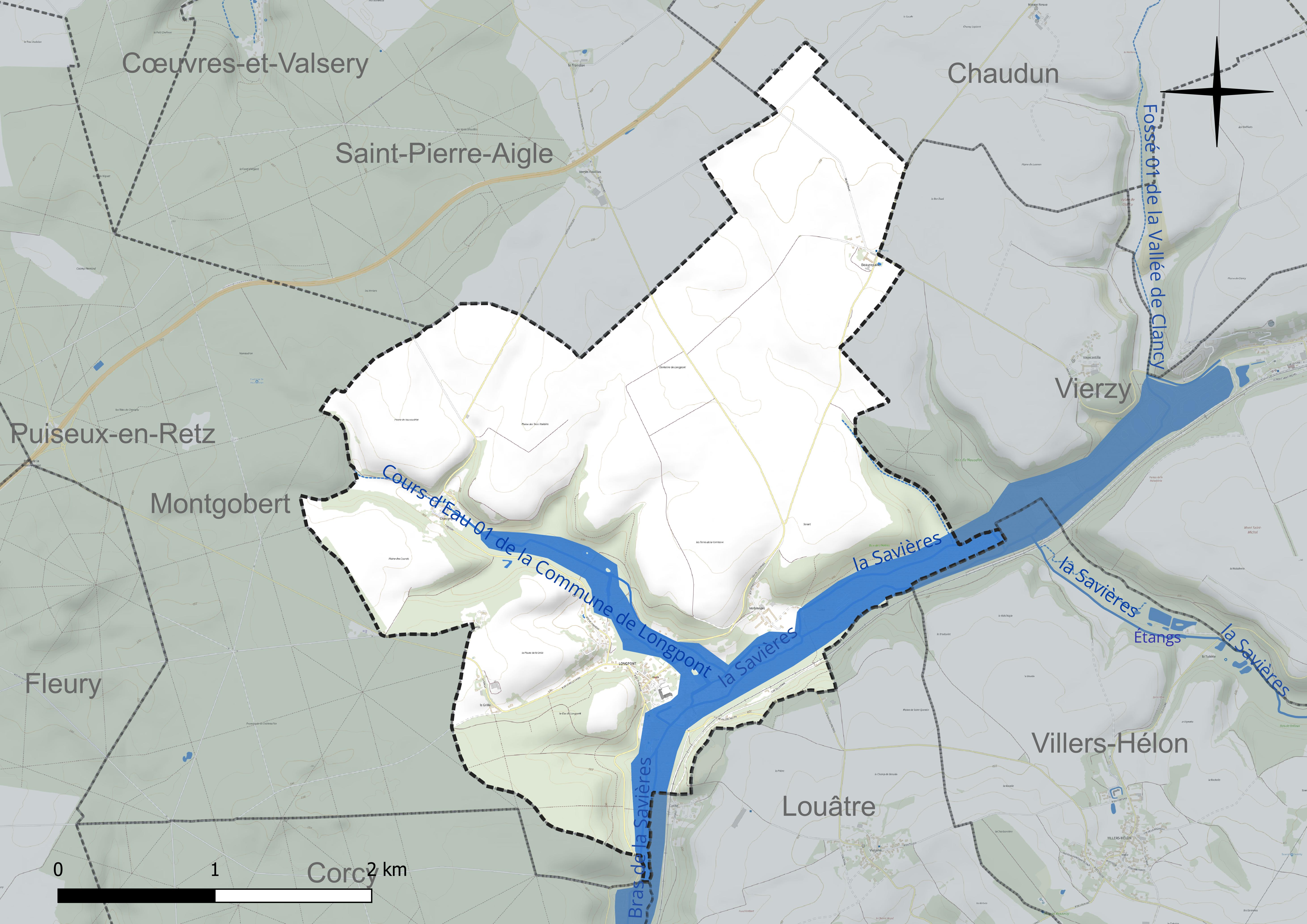
Réseau hydrographique de Longpont.

### Climat
Pour des articles plus généraux, voir Climat des Hauts-de-France et Climat de l'Aisne.
En 2010, le climat de la commune est de type climat océanique dégradé des plaines du Centre et du Nord, selon une étude du CNRS s'appuyant sur une série de données couvrant la période 1971-2000. En 2020, Météo-France publie une typologie des climats de la France métropolitaine dans laquelle la commune est exposée à un climat océanique altéré et est dans la région climatique Nord-est du bassin Parisien, caractérisée par un ensoleillement médiocre, une pluviométrie moyenne régulièrement répartie au cours de l'année et un hiver froid (3 °C).
Pour la période 1971-2000, la température annuelle moyenne est de 10,6 °C, avec une amplitude thermique annuelle de 15,2 °C. Le cumul annuel moyen de précipitations est de 703 mm, avec 12 jours de précipitations en janvier et 8,3 jours en juillet. Pour la période 1991-2020, la température moyenne annuelle observée sur la station météorologique la plus proche, située sur la commune de Braine à 24 km à vol d'oiseau, est de 11,3 °C et le cumul annuel moyen de précipitations est de 662,7 mm,. Pour l'avenir, les paramètres climatiques de la commune estimés pour 2050 selon différents scénarios d'émission de gaz à effet de serre sont consultables sur un site dédié publié par Météo-France en novembre 2022.

## Urbanisme

### Typologie
Au 1er janvier 2024, Longpont est catégorisée commune rurale à habitat dispersé, selon la nouvelle grille communale de densité à 7 niveaux définie par l'Insee en 2022.
Elle est située hors unité urbaine et hors attraction des villes,.

### Occupation des sols
L'occupation des sols de la commune, telle qu'elle ressort de la base de données européenne d'occupation biophysique des sols Corine Land Cover (CLC), est marquée par l'importance des territoires agricoles (68 % en 2018), une proportion identique à celle de 1990 (68 %). La répartition détaillée en 2018 est la suivante : 
terres arables (65,4 %), forêts (29,7 %), zones agricoles hétérogènes (2,6 %), zones urbanisées (2,3 %).
L'évolution de l'occupation des sols de la commune et de ses infrastructures peut être observée sur les différentes représentations cartographiques du territoire : la carte de Cassini (XVIIIe siècle), la carte d'état-major (1820-1866) et les cartes ou photos aériennes de l'IGN pour la période actuelle (1950 à aujourd'hui).

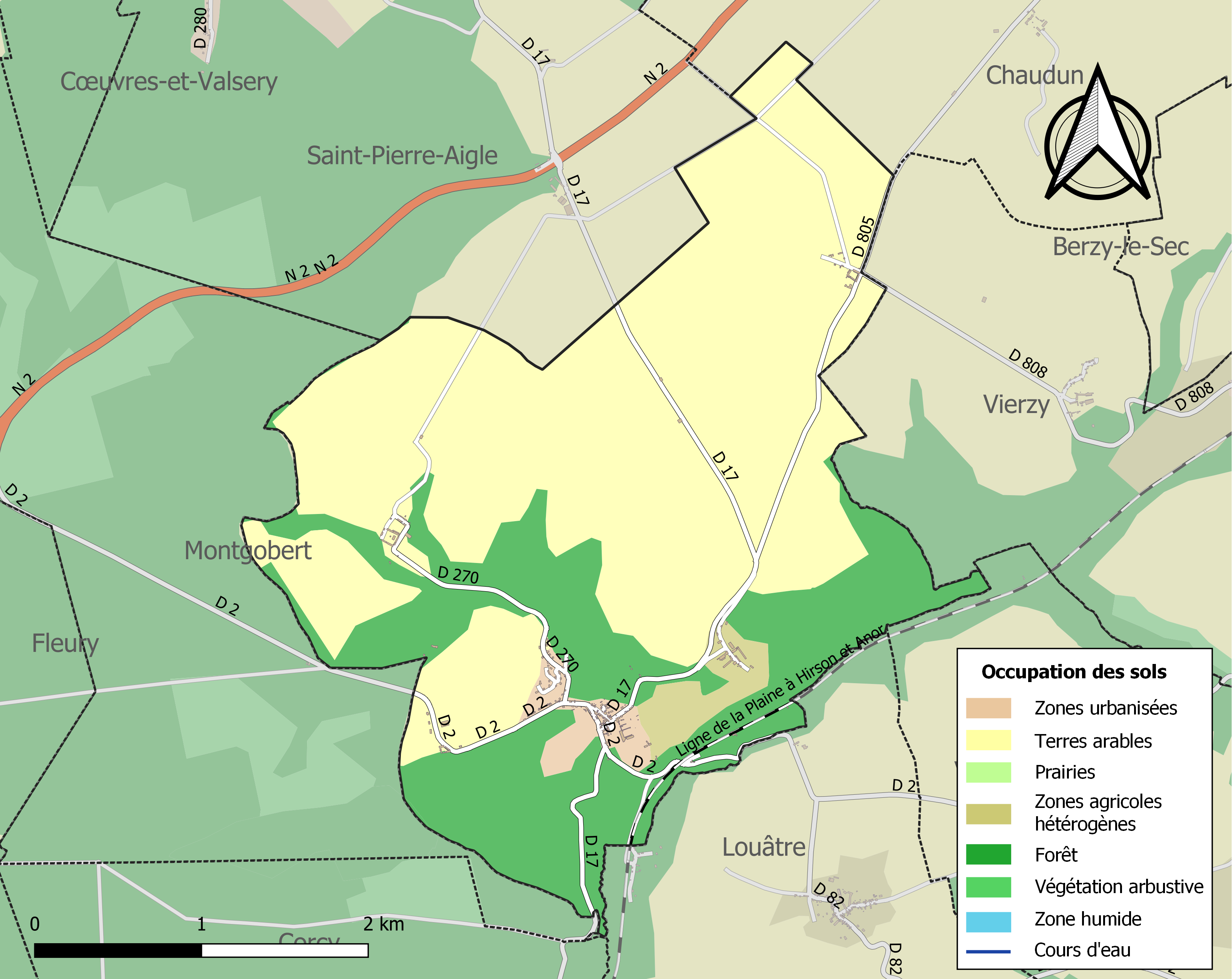
Carte de l'occupation des sols de la commune en 2018 (CLC).

## Toponymie
Le nom de la localité est attesté sous les formes Longus-Pons (1118) ; Loncpont (1261) ; Lompont (1265) ; Lonpont (1271).

## Histoire
L'abbaye cistercienne, fondée par les moines de Clairvaux en 1131 par saint Bernard dans une vallée marécageuse en bordure de la forêt de Retz, dans le diocèse de Soissons, pouvait abriter plusieurs centaines de moines. Sa grande église, concurrençant par sa taille la cathédrale de Soissons, fut consacrée en 1227 en présence de Saint Louis, âgé de 12 ans, alors qu'il revenait de son sacre à Reims.
Elle fut attaquée et pillée aux XVe et XVIe siècles par les bandes armées courant la région (Bourguignons, huguenots…). Sous François Ier les abbés commendataires transforment peu à peu l'abbaye en un palais abbatial.
Puis elle est détruite après sa vente par adjudication pendant la Révolution française en 1793 dans le cadre de la nationalisation des biens de l'Église. Les derniers moines ne la désertent qu'en 1793 avant qu'elle ne soit revendue et utilisée en carrière de pierres déjà taillées, durant plusieurs décennies,
avant d'être classée.
La commune située sur l'un des fronts est fortement touchée durant la Première Guerre mondiale. Mi 1918, le village est pour partie en ruine, les talus de la route de Chaudun sont truffés d'abris pour les soldats, même si ce qui reste des murs et contreforts de l'abbaye abrite les troupes (dont de tirailleurs sénégalais), comme en témoignent les photos d'époque prises par l'armée française (ECPAD).
En 2025, Longpont choisit de mettre en avant la pratique de la chasse à courre dans l'émission Le village préféré des Français. Ce choix est dénoncé par le collectif Abolissons la vénerie aujourd'hui (d).

## Politique et administration

### Découpage territorial
La commune de Longpont est membre de la communauté de communes Retz-en-Valois, un établissement public de coopération intercommunale (EPCI) à fiscalité propre créé le 1er janvier 2017 dont le siège est à Villers-Cotterêts. Ce dernier est par ailleurs membre d'autres groupements intercommunaux.
Sur le plan administratif, elle est rattachée à l'arrondissement de Soissons, au département de l'Aisne et à la région Hauts-de-France. Sur le plan électoral, elle dépend du  canton de Villers-Cotterêts pour l'élection des conseillers départementaux, depuis le redécoupage cantonal de 2014 entré en vigueur en 2015, et de la cinquième circonscription de l'Aisne  pour les élections législatives, depuis le dernier découpage électoral de 2010.

### Administration municipale

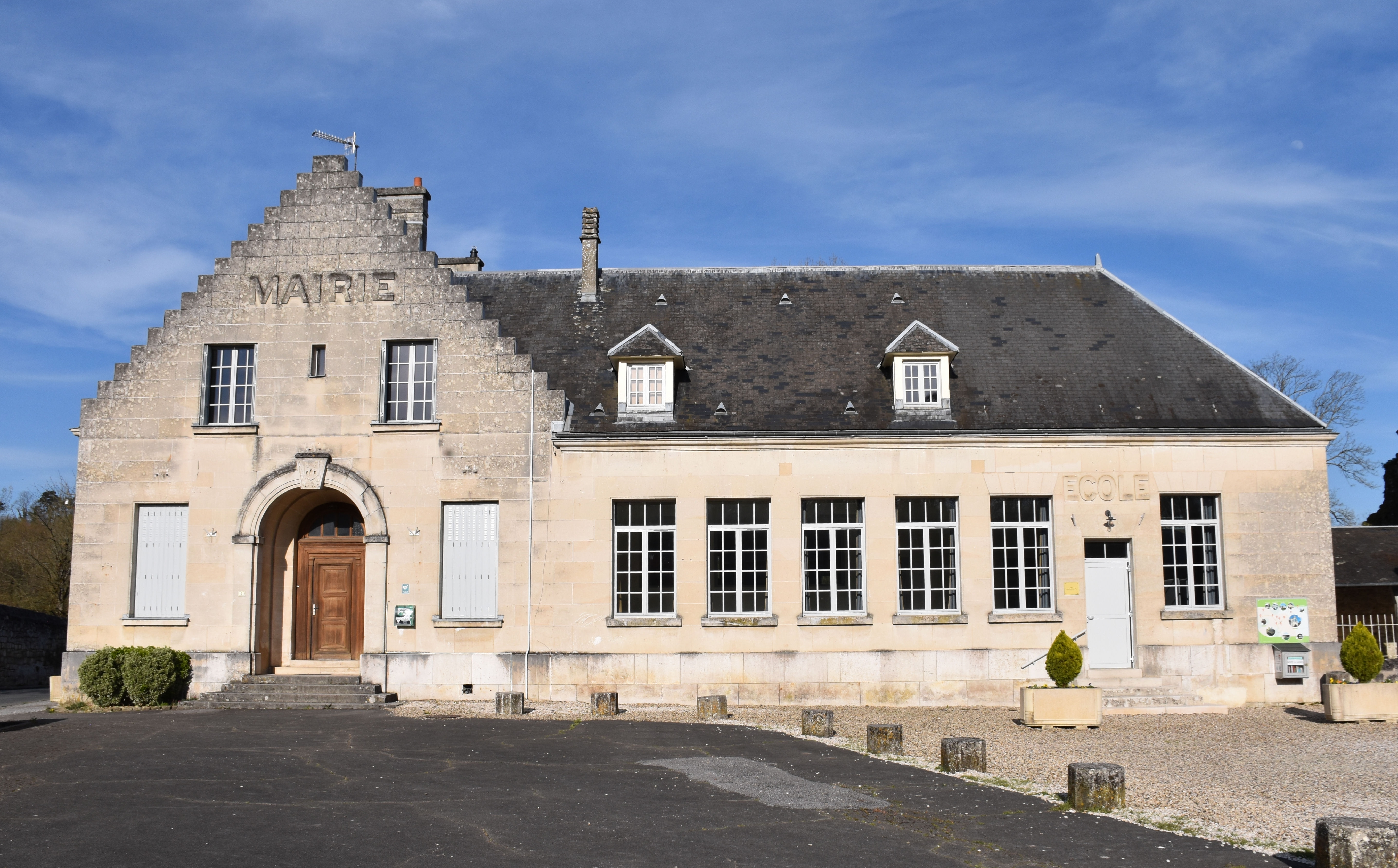
Mairie de Longpont.

| Période                                  | Période                       | Identité                      | Étiquette | Qualité                              |
| ---------------------------------------- | ----------------------------- | ----------------------------- | --------- | ------------------------------------ |
| Les données manquantes sont à compléter. |                               |                               |           |                                      |
| 1896                                     | 1919                          | Victoric Montesquiou Fezensac |           |                                      |
| avant 1995                               | ?                             | Pierre Moquet                 | DVD       |                                      |
| mars 2001                                | mars 2008                     | Christian Moquet              | DVD       |                                      |
| mars 2008                                | 2014                          | Guy Necaille                  |           |                                      |
| 2014                                     | En cours (au 11 juillet 2020) | Gilles Davalan                | SE        | Cadre Réélu pour le mandat 2020-2026 |

## Démographie
L'évolution du nombre d'habitants est connue à travers les recensements de la population effectués dans la commune depuis 1793. Pour les communes de moins de 10 000 habitants, une enquête de recensement portant sur toute la population est réalisée tous les cinq ans, les populations de référence des années intermédiaires étant quant à elles estimées par interpolation ou extrapolation. Pour la commune, le premier recensement exhaustif entrant dans le cadre du nouveau dispositif a été réalisé en 2004.

En 2022, la commune comptait 237 habitants, en évolution de −11,57 % par rapport à 2016 (Aisne : −1,97 %, France hors Mayotte : +2,11 %).
| 1793 | 1800 | 1806 | 1821 | 1831 | 1836 | 1841 | 1846 | 1851 |
| ---- | ---- | ---- | ---- | ---- | ---- | ---- | ---- | ---- |
| 115  | 145  | 176  | 167  | 225  | 231  | 238  | 250  | 229  |

| 1856 | 1861 | 1866 | 1872 | 1876 | 1881 | 1886 | 1891 | 1896 |
| ---- | ---- | ---- | ---- | ---- | ---- | ---- | ---- | ---- |
| 222  | 222  | 234  | 243  | 296  | 307  | 313  | 308  | 330  |

| 1901 | 1906 | 1911 | 1921 | 1926 | 1931 | 1936 | 1946 | 1954 |
| ---- | ---- | ---- | ---- | ---- | ---- | ---- | ---- | ---- |
| 343  | 341  | 342  | 250  | 362  | 311  | 290  | 423  | 313  |

| 1962 | 1968 | 1975 | 1982 | 1990 | 1999 | 2004 | 2006 | 2009 |
| ---- | ---- | ---- | ---- | ---- | ---- | ---- | ---- | ---- |
| 328  | 311  | 272  | 306  | 298  | 294  | 294  | 277  | 292  |

| 2014 | 2019 | 2022 | - | - | - | - | - | - |
| ---- | ---- | ---- | - | - | - | - | - | - |
| 275  | 249  | 237  | - | - | - | - | - | - |

## Culture locale et patrimoine

### Lieux et monuments

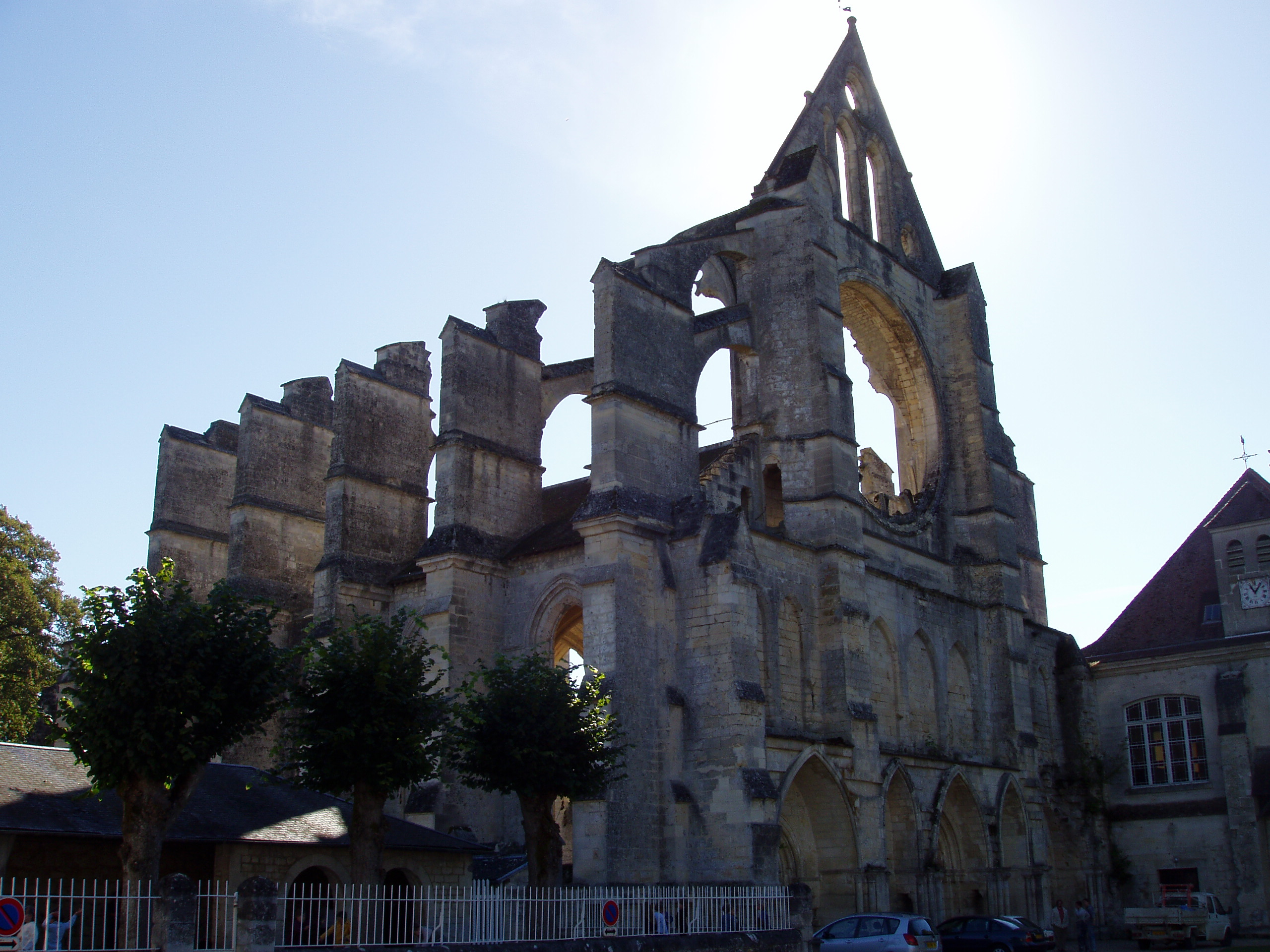
Ruines de l'abbatiale.

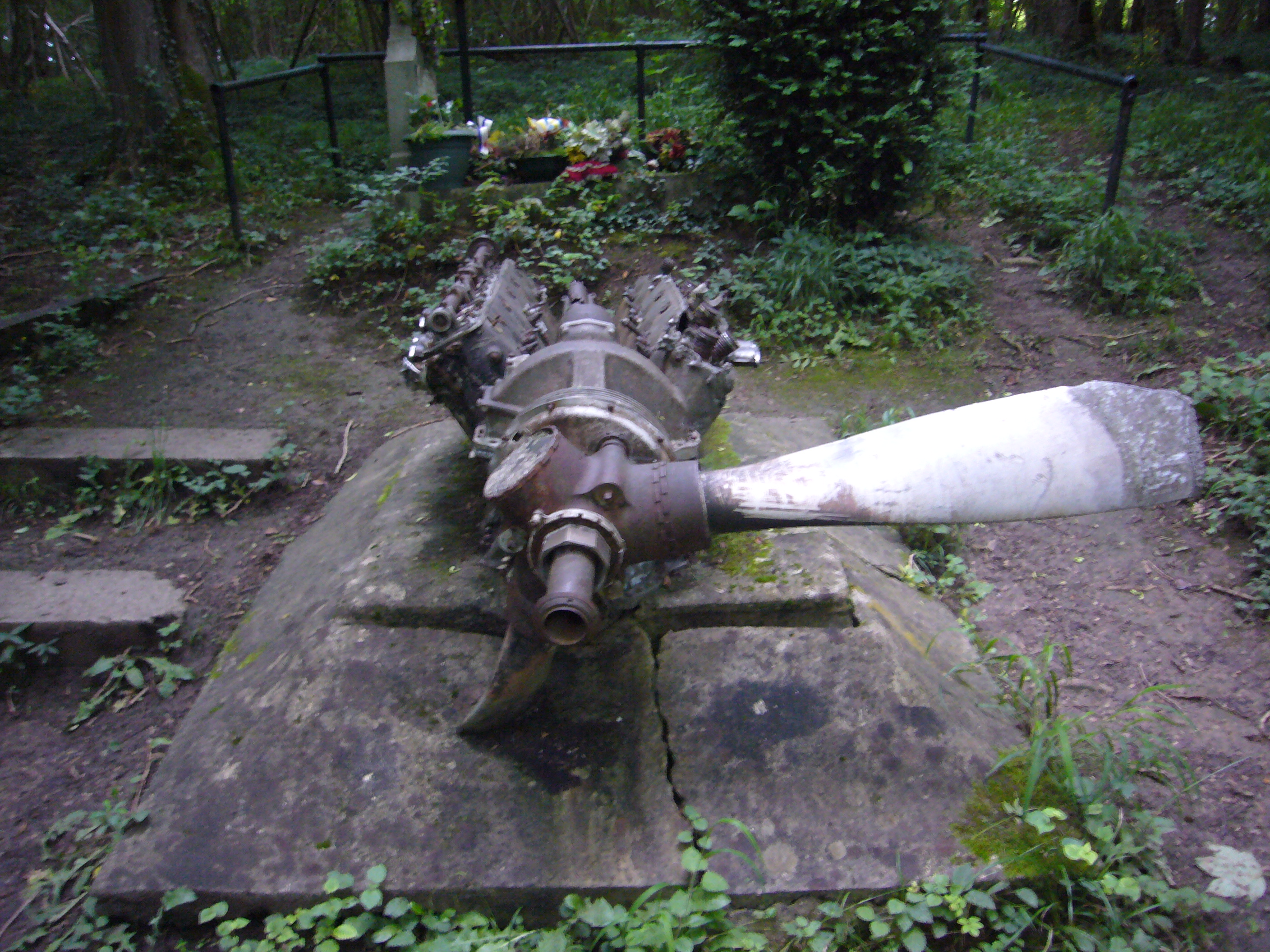
Monument en mémoire du lieutenant André Monty, abattu par les Allemands le 8 juin 1940 et inhumé sur place parmi les restes de son avion.

- Abbaye Notre-Dame de Longpont des XIIe et XIIIe siècles, et son châtelet du XIVe siècle[28], dont les ruines sont classées monuments historiques depuis 1889.
- Monument aux morts, sur lequel sont gravés 21 noms[29].
- Forêt de Retz.
- Sépulture d'un pilote français abattu à Longpont lors de la campagne de France, entourée des débris de son Morane-Saulnier MS.406[30].
- Église Saint-Sébastien de Longpont.

### Personnalités liées à la commune
- Henri de Montesquiou-Fézensac : il réside dans sa propriété installée dans l'ancienne abbaye Notre-Dame de Longpont.
- Marie de Breuillet (XIe siècle), maîtresse de Louis VI le Gros et mère d'Isabelle de France est native de la commune.

### Héraldique
| Blason de Longpont | Blason  | D'azur au pont de trois arches d'argent posé sur une rivière du même, surmonté de deux fleurs de lys d'or. Ornements extérieursCroix de guerre 1914-1918 |
| Blason de Longpont | Détails | Le statut officiel du blason reste à déterminer. |